# 리쌍
리쌍(LeeSSang)은 2002년부터 2017년까지 활동한 대한민국의 힙합 음악 듀오 그룹이다. 멤버는 길과 개리로 이루어졌으며, 과거에는 엑스틴의 객원 멤버로 처음 활동을 시작하여, 허니 패밀리 멤버로 활동을 이어갔으며, 2002년에 본격적으로 리쌍의 이름으로 활동을 하였었다.

## 역사/활동

### 리쌍 결성 이전
개리는 1996년부터 댄스 그룹 Smurph의 멤버로 활동하다 탈퇴후 1998년에 X-Teen의 객원 멤버로 활동하면서 해당 그룹의 객원 멤버 길과 만나게 된다. 이들의 활동은 1집에서만 이어졌으며, 얼마 지나지 않아 다시 허니 패밀리의 멤버로 가요계에 돌아오게 되었다.
1999년과 2000년에 두 장의 앨범으로 활발하게 활동한 허니 패밀리는 멤버들의 개성적인 목소리로 매니아들에게 인상을 남겼으며, 개리와 길 역시 그들만의 고유한 톤의 플로우로 매니아 층을 형성하였다. 그리고 2000년 발매된 컴필레이션 2000 대한민국에는 디기리, 길, 개리가 리쌈 트리오란 이름의 팀을 만들어 풍류가 란 곡으로 참여하기도 하였다.
2집 활동이 모두 끝난 후에 허니 패밀리는 휴식기에 들어갔으며, 이와 함께 개리와 길의 활동도 줄어들었다.

### 리쌍의 결성, 음악 활동
2002년, 개리와 길은 공식적으로 리쌍이란 이름의 듀오를 결성하고 앨범 발표와 함께 컴백하였다. 컴백과 함께 그들은 Movement의 멤버가 되었으며, 앨범은 Doo Republic을 통하여 나왔다. 이들의 데뷔 앨범은 "Rush" 등으로 대표되는 특유의 포근한 분위기와 〈조까라 마이싱〉 등의 날카로운 분위기의 곡들을 담고 있었으며, 정인이라는 독특한 목소리의 보컬을 기용하여 같이 활동하였다. 정인과의 관계는 정규 2집까지 계속 이어졌으며, 리쌍 베스트 앨범에 정인의 솔로곡 ’사랑은‘이 실리기도 하였다.
한편 정인이 G.Fla의 활동에 전념하게 되면서  정규 3집부터는 정인과 리쌍의 콜라보가 없어졌고, 대신 ALi가 객원 보컬로 들어왔다. 정규 3집 타이틀곡인 〈내가 웃는게 아니야〉는 그때까지의 리쌍 곡 중 가장 큰 성공을 거두어 여러 가요 프로그램에서 1위를 거머쥐었으며, 류승범이 출연한 뮤직비디오 역시 M.net Music Video Festival에서 연기상을 수상하였다. ALi와의 인연은 정규 4집 "Ballerino"까지 이어졌다.
리쌍은 2007년 5월에 정규 4집 활동을 마치고 《다찌마와 리: 악인이여 지옥행 급행열차를 타라!》 OST 및 Bizzy와 같은 많은 동료 뮤지션들의 앨범에 참여하였다. 2009년 1월에는 정규 5집이 발매되었으나, 이 앨범의 타이틀곡 〈챔피언〉이 고인이 된 최요삼 선수를 기리는 차원에서 발표된 관계로 일절 방송 활동을 하지 않았다. 이후 정글 엔터테인먼트와 계약을 맺고 2009년 10월에 정규 6집 《HEXAGONAL》을 발매하였으며, 권태기에 빠진 연인들을 솔직하게 그린 〈헤어지지 못하는 여자, 떠나가지 못하는 남자〉를 발표했다. 이 곡은 앨범 발매 첫 주 모든 음원 사이트에서 음원 차트 1위를 차지하는 기록을 세웠다. 특히 정규 6집 앨범은 이적, 캐스커, 장기하와 얼굴들 등 장르를 초월한 다양한 피쳐링진으로 많은 관심을 받았다.

### 예능으로 진출, 후속앨범 발매
길은 2008년부터 놀러와의 고정 패널로 출연하면서, 그 다음해부터는 무한도전의 8번째 멤버로도 합류했다. 이어 작곡가로도 활동, 정인의 데뷔 앨범을 총괄 프로듀싱하였다. 또한 개리는 얼마 후 《일요일이 좋다 - 런닝맨》에 본격적으로 출연하여 예능에 입문하였다. 2011년 8월에는 무한도전 조정 특집에 개리와 길이 동시에 고정 출연하였고 리쌍 두 멤버가 같이 리얼리티 예능 프로그램에 최초로 등장한 경우가 되었다.
‘무한도전’ 조정 특집이 끝난 이후 둘은 얼마 되지 않아 정규 7집 앨범 《AsuRa BalBalTa》 제작 완료 소식을 트위터로 알리고, 24일 발매하였다. 타이틀곡이었던 〈나란 놈은 답은 너다〉와 〈TV를 껐네〉가 심의에서 방송 금지 판정을 받으면서 둘이 가요 무대에는 거의 오르지 못하였음에도 불구하고, 이 앨범은 전곡이 음원 차트 상위권에 랭크되는 기염을 토해 화제를 모았다. 또 둘의 예능 프로그램에서의 활동도 자리를 잡아 각자 "개리쒸", "길메오" 등의 별명이 생기는 등 많은 사랑을 받았다. 이러한 인기를 토대로, 2011년 리쌍은 데뷔 이래 첫 단독 콘서트였던 《리쌍극장》을 전국 투어로 진행하여 좋은 반응을 얻었다. 그 와중에 길은 보이스 코리아의 코치로도 활약하였다.

### 8집 이후
리쌍은 예능 활동을 꾸준히 이어가는 사이에도 앨범 작업을 틈틈이 하여, 2012년 5월에 트위터를 통해 정규 8집 Unplugged를 준비 중이라고 발표하였다. 이 앨범은 제목 그대로 Unplugged 컨셉으로 작업될 것이라고 미리 알려졌으며, 앨범 발매에 앞서 〈겸손은 힘들어〉, 〈너에게 배운다〉를 선공개하였다. 앨범은 25일에 발표되었다. 특히 Unplugged 활동에서는 컨셉을 뚜렷하게 하기 위해서 자신들의 공연기획사 리쌍컴퍼니를 설립하여 공연 기획 외에 엔터테인먼트 사업을 진행하였으며, 여러 음악계 실력파를 모아 리쌍 유랑 극단을 결성하여 공연 활동을 펼쳤다. 이들의 앨범 활동은 비교적 성공을 거두었다.
그러던중 2012년 9월에 리쌍컴퍼니가 무한도전 멤버들과 함께 기획한 "슈퍼7 콘서트"가 예상되는 공연 여건에 비해 비싼 가격과 무한도전 방영 시간과 겹치는 공연 시간대 등으로 비난을 받으면서 논란의 중심에 섰고, 이러한 점으로 인해서 콘서트의 무산과 함께 개리와 길 둘 다 책임을 지고 예능에서 모두 하차하기로 하였으나, 9월 28일에 예능을 전격 복귀한다고 밝히면서 백지화되었다. 이후 리쌍 두 멤버는 예능에서 전과 다름 없는 활발한 활동을 펼쳤다. 2013년 1월에는 이단옆차기의 프로젝트 싱글에 참여한 곡 〈눈물〉이 또 한 차례 좋은 성적을 거두었다.
2013년 5월에는 한 프로그램이 리쌍이 자신들 소유인 건물에 세들어있는 사람을 내쫓는 "갑의 횡포"를 벌이고 있다며 고발하였는데, 이에 대해 리쌍 측은 사실과 다르게 과장되고 왜곡된 면이 많다며 반박하고 나섰고, 소송은 끝났다.

### 2014년 이후
리쌍 정규 8집 이후로 리쌍 두 멤버의 활동은 예능에서 더 많이 확인할 수 있었으며, 상대적으로 음악 활동은 줄어들었다. 2014년에 들어 첫 음악적 행보는 개리의 솔로 앨범이었다. 그동안 리쌍 바깥에서 래퍼로써의 모습을 많이 보여주지 못했던 개리는 EP Mr. GAE를 발표하였으며, 두 곡 〈조금 이따 샤워해〉, 〈XX몰라〉의 뮤직비디오를 공개하였다. 그러나 두 곡은 성적인 내용 및 비속어 사용으로 19세 이하 청취 불가 판정을 받아 공중파 음악방송에서 개리의 활동을 볼 수는 없었다.
한편 길은 2014년 4월, 돌연 음주 운전으로 5년 가까이 출연한 ‘무한도전’을 자진하차하였다. 이로 인해 한동안 음악활동을 중단했던 길은 자숙기간 중 2015년 11월에 데뷔 16년 만의 솔로 앨범으로 음악 활동을 재개하였다.
개리는 자신의 본업으로 돌아가겠다고 결심하여 2016년 10월에 ‘런닝맨’에서 하차하였다. 또한 개리는 2017년 4월 5일, SNS를 통해 "오늘 사랑하는 사람과 천년가약을 맺었다. 따로 결혼식은 하지 않고 둘만의 언약식을 통해 부부가 됐다"며 결혼 사실을 밝혔다. 그러나 같은 리쌍의 멤버인 길에게도 알리지 않았고, 함께했던 런닝맨 멤버들에게도 알리지 않아 큰 논란을 빚기도 했다.
그와는 별개로 길은 2016년에 2년 동안의 자숙 끝에 《Show Me The Money 5》로 복귀하였고, ‘비행소년’, ’호랑나비’, ’미친 놈’ 등의 곡들로 《Show Me The Money 5》에서 큰 활약을 하는 듯 했으나, 1년 후 또 한건의 음주 운전 행위가 발각되었고 이전 2004년, 2014년 그리고 2017년까지 총 세번의 음주운전 전력을 이유로 법원으로부터 구속영장 및 징역 6개월, 집행유예 2년, 사회봉사 80시간을 선고받았다.
결국 이 여파로 인하여 리쌍은 2017년 비공식 해체하였다.

## 구성원
| 이름 | 소개 |
| ---- | --- |
| 길   | - 본명 : 길성준 - 생년월일 : 1977년 12월 24일(47세) - 출생지 : 대한민국 서울특별시 강남구 - 학력 : 과천외국어고등학교 독일어과 - 포지션 : 보컬, 래퍼 - 활동기간 : 2002년 ~ 2012년, 2015년 ~ 2017년 |
| 개리 | - 본명 : 강희건 - 생년월일 : 1978년 2월 24일(47세) - 출생지 : 대한민국 서울특별시 송파구 - 학력 : 용인대학교 경호학과 - 포지션 : 래퍼 - 활동기간 : 2002년 ~ 2012년, 2015년 ~ 2017년                |

## 디스코그래피

### 정규 음반
- 2002년 6월 27일 Leessang of Honey Family_LP
- 2003년 5월 22일 《재,계발》_LP
- 2004년 3월 11일 Leessang, Special Jungin_베스트 앨범
- 2005년 10월 14일 Library of Soul_LP
- 2007년 5월 18일 Black Sun_LP
- 2009년 1월 8일 《백아절현》_LP
- 2009년 10월 7일 HEXAGONAL_LP
- 2011년 8월 24일 AsuRa BalBalTa_LP
- 2012년 5월 25일 Unplugged_LP

### 싱글
- 2011년 7월 28일 Grand Final
- 2012년 12월 4일 MadMan (YB와 합작)
- 2013년 1월 25일 `이단옆차기 프로젝트 vol.2 눈물`
- 2015년 7월 15일 ’주마등’

## 필모그래피

### 영화
- 2005년 외출 (특별출연)

## 수상[11]
- 2002년 M.net KM Music Video Festival 힙합음악상
- 2007년 싸이월드 디지털 뮤직 어워드 6월의 Song Of The Month
- 2009년 “Mnet Asian Music Awards” BEST 힙합 음악상 수상
- 2009년 “Mnet Asian Music Awards” BEST 뮤직비디오 최우수 작품상 수상
- 2009년 “Cyworld Digital Music Awards” 본상 수상
- 2009년 “Melon Music Awards” 올해의 Sudden Rise상 수상
- 2009년 “Mnet 20's Choice” 핫 버라이어티 스타상 수상 (길)
- 2009년 “MBC 방송연예대상” 버라이어티부문 남자 신인상 수상 (길)
- 2010년 싸이월드 디지털 뮤직 어워드 2009 본상
- 2010년 ”SBS 연예대상” 예능 뉴스타상 (개리)[12][13]
- 2011년 ”제53회 전국조정선수권대회” 2000m 노비스 에이트 특별상[14]
- 2011년 ”Mnet Asian Music Awards” BEST 랩 퍼포먼스상
- 2012년 ”SBS 연예대상” 버라이어티 우수상 (개리)
- 2013년 ”SBS 연예대상” 시청자들이 뽑은 인기상 (개리)
- 2015년 ”SBS 연예대상” 버라이어티 최우수상 (개리)

### 가요 프로그램 1위
| 연도            | 수상 내역 (총 4회)                                                                                                   |
| --------------- | --- |
| 2005년 (총 2회) | - 내가 웃는게 아니야 (총 2회) - 12월 18일 SBS 《인기가요》 뮤티즌송 - 12월 25일 SBS 《인기가요》 뮤티즌송 (2주 연속) |
| 2007년 (총 1회) | - Ballerino (총 1회) - 7월 22일 SBS 《인기가요》 뮤티즌송 (총 1회)                                                   |
| 2013년 (총 1회) | - 눈물 (총 1회) - 2월 6일 KMTV 《뮤직 트라이앵글》 1위                                                               |

## 음악 방송
| 연도   | 제목                                    | 방송사 | 프로그램 | 공급사 |
| ------ | --------------------------------------- | ------ | -------- | ------ |
| 2002년 | - 리쌍 <인생은 아름다워> (Feat. BMK)    | MBC    | 음악캠프 | MBC    |
| 2002년 | - 리쌍 <Rush> (Feat. 정인)              | MBC    | 음악캠프 | MBC    |
| 2005년 | - 리쌍 <내가 웃는게 아니야> (Feat. ALi) | MBC    | 음악캠프 | MBC    |
| 2007년 | - 리쌍 <발레리노> (Feat. ALi)           | MBC    | 음악캠프 | MBC    |
| 2010년 | - 리쌍 <리쌍부르쓰> (Feat. 정인)        | MBC    | 음악캠프 | MBC    |